# Sisak Ferenc
Sisak Ferenc (Nagyszentmiklós, 1946. szeptember 14. –) erdélyi magyar villamosmérnök, egyetemi tanár, műszaki szakíró.

## Életútja, munkássága
Középiskoláit a brassói Magyar Líceumban kezdte, s az Unirea Líceum magyar tagozatán folytatta (1960–64). Felsőfokú diplomát a brassói Politechnikai Főiskola elektromechanika szakán szerzett (1969); doktori értekezését Studii referitoare la comportarea acţionărilor electrice cu şocuri periodice de sarcină címmel ugyanott 1983-ban védte meg. 1969–71 között a brassói Fafeldolgozó Kombinátban villamosmérnök, 1971-től a főiskolán adjunktus, majd docens, 1993-tól egyetemi tanár. Szakterületén a doktori fokozatot 1983-ban szerezte meg a villamoshajtások témakörében. Kutatási területe a lendkerekes villamos meghajtás.
Első írásait 1979-ben közölte a Brassói Lapokban (Az elektronika vívmánya, a tirisztor. 1979/6; Villamos energetikai mérleg és hatékonyság. 1980/2), s a lapnak népszerűsítő szakmai írásokkal azóta is munkatársa. Cikkei jelentek meg továbbá az Előrében (Javaslatok több mint 4000 megawattóra megtakarítására. 1983. jún. 29.), a budapesti Elektrotechnikában (Lendítőkerekes villamos hajtások számítása. 1986/6).

## Kötetei
- Instalaţii şi echipamente electrice (egyetemi jegyzet, Paul Dinulescuval, Bukarest, 1981);
- Instalaţii electrice de frecvenţă joasă (Brassó, é. n.);
- Simulation of the electric drives (társszerzők Paul Raes és Benjamin Samyn, Brassó, 2004).

## Társasági tagság
- Erdélyi Magyar Műszaki Tudományos Társaság (EMT);
- Institut of Electr. Engineers (USA)